# Calcinació

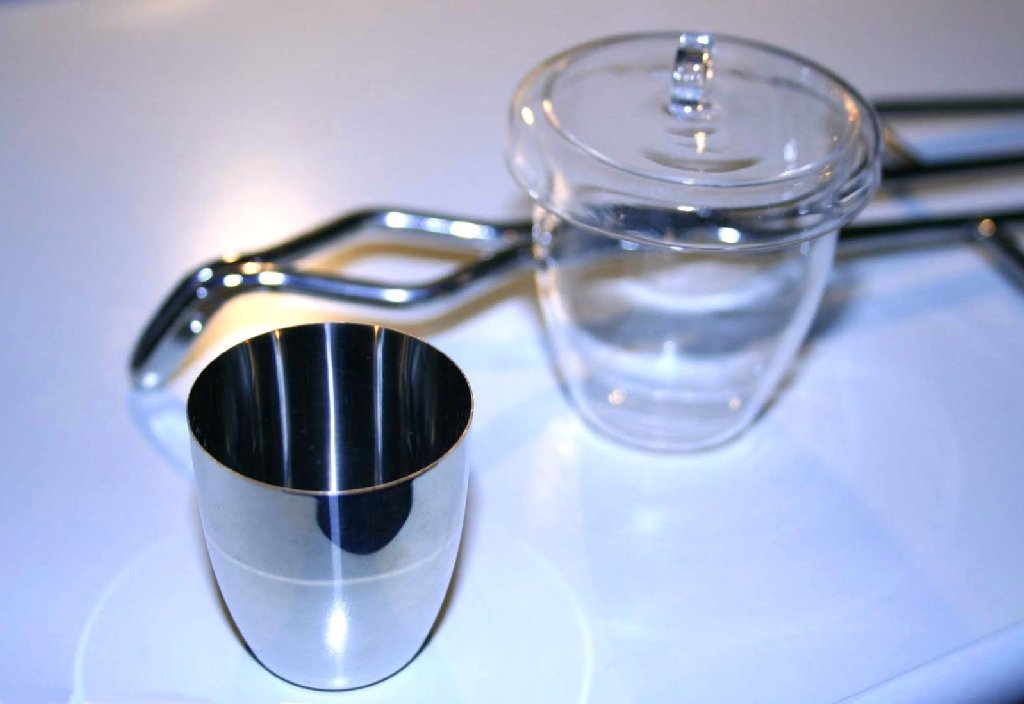
Gresol de platí emprat per dur-hi a terme calcinacions als laboratoris.

Una calcinació és un procés a alta temperatura a què hom sotmet una substància sòlida per provocar-hi una descomposició química o un canvi de fase diferent de la fusió, amb la finalitat d'aconseguir una major concentració de la substància en ser separats els components volàtils, una major friabilitat com a resultat dels canvis de volum o una activació per a reaccionar amb altres sòlids amb els quals és mesclada.

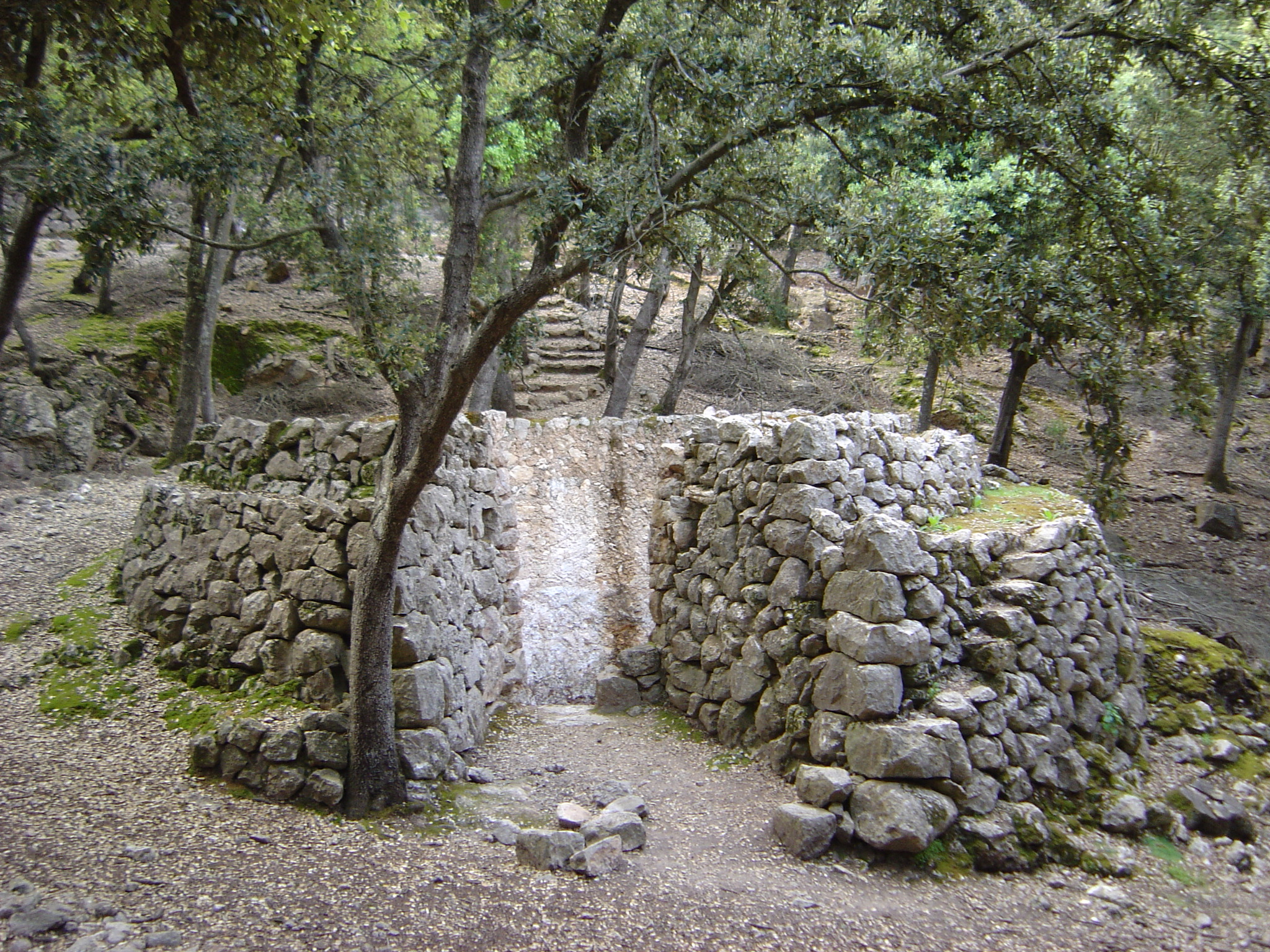
Forn de calç de Mallorca on tradicionalment s'obtenia l'òxid de calci per calcinació de les pedres calcàries.

Originàriament hom donava el nom de calcinació solament a la descomposició tèrmica de la pedra calcària, constituïda per carbonat de calci, en òxid de calci i diòxid de carboni:
Posteriorment, per extensió, també s'anomenà calcinació a tota descomposició tèrmica de materials orgànics o inorgànics que els converteix en un residu sòlid i tèrmicament estable.
Als laboratoris es realitzen dins gresols escalfats mitjançant un bec Bunsen o dins d'un forn de mufla.
Els procediments industrials moderns de calcinació comprenen, a més dels de dissociació tèrmica, piròlisi i destil·lació seca de composts orgànics, processos de transicions de fases polimòrfiques. Quan la calcinació comporta una oxidació del material tractat, hom en diu torrefacció, i quan comporta una reducció de mineral amb separació de la ganga com a metall líquid de l'escòria, fusió.